# ادواردو ماریانی

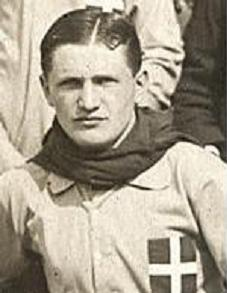
ادواردو ماریانی - ۱۹۱۰

ادواردو ماریانی (به ایتالیایی: Edoardo Mariani) بازیکن فوتبال و اهل ایتالیا است که از سال ۱۹۱۹ میلادی عضو تیم ملی فوتبال ایتالیا بوده و در ۴ بازی ملی حضور داشته‌است. او در بازی‌های ملی‌اش گلی به ثمر نرساند.
ادواردو ماریانی آخرین بازی ملی خود را در سال ۱۹۲۰ میلادی انجام داد.
ادواردو ماریانی در ۲۷ ژانویه ۱۹۰۰ در شهر میلان به دنیا آمد. ماریانی به عنوان یک مهاجم در تیم‌های فوتبال میلان و تریستینا بازی می‌کرد. ماریانی در سطح بین‌المللی نیز به عنوان بازیکن تیم ملی فوتبال ایتالیا انتخاب شد. وی در سال ۱۹۱۹ به تیم ملی ایتالیا پیوست و در چهار بازی ملی به میدان رفت، اما گلی به ثمر نرساند. آخرین بازی ملی او در سال ۱۹۲۰ بود.